# Sensualism
Sensualism (av lat. sensus "sinne") är en filosofisk term med flera betydelser:
1. Inom kunskapsteorin är sensualismen en radikal form av empirism, som innebär uppfattningen att all kunskap härrör från sinnesförnimmelser och perception.
2. Sensualism syftar inom estetiken på det förhållande att ett konstnärligt verk – en målning, en film eller litteratur – kan skapa sinnlig respons.[källa behövs]
3. Inom etiken är sensualism en synonym för hedonismen, som hävdar att den sinnliga njutningen är det högsta värdet.

Framträdande filosofer inom den kunskapsteoretiska sensualismen inkluderar John Locke, David Hume, Claude Adrien Helvétius och Étienne Bonnot de Condillac.